# Elecciones presidenciales de Senegal de 2007
Las elecciones presidenciales de Senegal de 2007 se celebraron el 25 de febrero de ese mismo año. En total se presentaron quince candidatos, incluido el entonces presidente Abdoulaye Wade. Las elecciones parlamentarias iban a realizarse el mismo día pero fueron retrasadas al 3 de junio.
Los comicios fueron ganados por el presidente Wade, quien obtuvo el 56 % de los votos en la primera vuelta. Su triunfo electoral fue previamente anunciado por el primer ministro Macky Sall, lo que provocó las protestas de la Comisión Electoral Independiente y del opositor Partido Socialista de Senegal, que afirmó que había habido fraude en las elecciones. Finalmente, el Consejo Constitucional proclamó los resultados definitivos que daban la victoria a Wade sin necesidad de realizar una segunda vuelta.

## Antecedentes
Wade ganó las elecciones de 2000 por estrecho margen al entonces presidente Abdou Diuf. En los seis años en el cargo cambió cuatro veces de jefe de gobierno, por lo que sus detractores afirmaron que se había desprendido de gran parte de los que le apoyaron en 2000.
En las elecciones legislativas de 2001, los partidarios de Wade consiguieron una amplia victoria, obteniendo 89 de los 120 escaños.

## Sistema electoral
La constitución de 2001, aprobada en referéndum con el 94 % de los votos, regula las elecciones presidenciales. El presidente es elegido por sufragio universal y debe superar el 50 % de los votos para evitar una segunda vuelta. En caso de que el ganador de las elecciones no obtuviera esa cantidad, los dos candidatos más votados se enfrentarían de nuevo. La Comisión Nacional Electoral Independiente regula las elecciones, siendo los resultados oficiales anunciados por el Consejo Constitucional. Por otro lado, la constitución redujo el mandato presidencial de siete a cinco años y limitó el número de mandatos consecutivos a dos.

## Candidatos
La BBC señalaba como principales candidatos al presidente Wade y a los opositores Idrisa Seck y Moustapha Niasse. Sin embargo, en el resultado final de las elecciones, Ousmane Tanor Dieng superó a Niasse. Wade era candidato de mayor edad de todos los que se presentaron. Se presentó por primera vez a unas elecciones presidenciales en 1978, cuando fue derrotado por Léopold Sédar Senghor. Volvió a presentarse en 1983, 1988 y 1993, quedando siempre por detrás de Abdou Diouf, consiguiendo derrotarle en 2000.
Seck, antiguo protegido de Wade y primer ministro, anunció su candidatura en abril de 2006. Fue primer ministro hasta 2004 pero cayó en desgracia y fue acusado de malversación y amenazar la seguridad estatal. Wade anunció a finales de enero que Seck se uniría al partido gobernante, el Partido Democrático Senegalés. Seck confirmó las declaraciones de Wade, pero afirmó que no se retiraría de las elecciones puesto que de haberlo hecho se habría retrasado el proceso electoral, aunque de cualquier forma esta ley fue cambiada por el parlamento afín a Wade. El antiguo primer ministro Niasse lideraba una coalición de partidos opositores denominada Alianza de las Fuerzas del Progreso. Niasse perteneció al Partido Socialista del expresidente Diouf, abandonándolo en 1999.
Por su parte, Tanor Dieng fue el candidato del Partido Socialista. Su ascenso en la cúpula del partido que gobernó durante cuarenta años el país provocó que algunas figuras destacadas lo abandonaran, como el ya mencionado caso de Niasse o el de Djibo Ka. Tanor Dieng fue un cercano ayudante de Diouf y su director de campaña en las elecciones de 1993 y 2000.

### Otros candidatos
Otros trece candidatos concurrieron a las elecciones: Abdoulaye Bathily por la Liga Democrática/Movimiento por el Partido Laborista, que formó parte de la coalición que llevó a Wade al poder en 2000; Landing Savané, ministro de estado y secretario general de And-Jëf/Partido Africano por la Democracia y el Socialismo; Robert Sagna, alcalde de Ziguinchor desde hacía 20 años y ministro desde 1978 hasta 2000; Modu Dia, antiguo embajador que se presentó en calidad de experto en asuntos internacionales; Tala Sylla, antiguo aliado de Wade, famoso por sus canciones contra el presidente y por haber sufrido un intento de asesinato; Alioune Mbaye, que se presentó contra los políticos tradicionales que según él tenían «prisionero» al país, y Mame Adama Guèye, activista de los derechos civiles que se presentó como adalid ante la corrupción.

## Campaña electoral
Wade anunció la fecha de las elecciones en abril de 2006, y la campaña electoral comenzó oficialmente el 4 de febrero. Los soldados votaron antes que el resto de la población, el 17 y 18 de febrero, siendo la primera vez que los militares tenían derecho a voto.
En la campaña Wade afrontó numerosas críticas, especialmente en las cuestiones del paro y que se mantuviera vivo el conflicto de Casamance. Por su parte, Wade defendió su gestión y pidió al pueblo una victoria en la primera vuelta, negando las sospechas de la oposición de que una victoria en la primera vuelta sería imposible.
El gobierno de Wade también fue muy criticado por la oposición e incluso por la Comunidad Económica de Estados de África Occidental al incumplir Senegal el Protocolo Sobre Democracia y Buen Gobierno, que en cualquier caso aún no estaba en vigor, que prohibiría en su artículo 2 realizar cambios sustanciales en la normativa electoral a seis meses de las elecciones. La primera de estas leyes sería la ya comentada de otorgar derecho a voto a los militares, la segunda una modificación constitucional que eliminaba una cláusula por la cual eran necesarios más del 25 % de votos del cuerpo electoral contando a los abstencionistas para evitar una segunda vuelta y una tercera ley que ampliaba el Parlamento de 120 a 150 escaños en atención a criterios demográficos.
Otras críticas opositoras se centraron en el papel de la Comisión Nacional Electoral Independiente, que se encargaba de la realización del censo electoral, acusándola de instrumento del poder. Sin embargo, no parece que hubiera irregularidades graves en el proceso censal.

## Resultados y reacciones
Tras una campaña electoral sin apenas incidentes, Wade ganó las elecciones con más del 50 % de los votos, evitando así una segunda vuelta y provocando las suspicacias de la oposición. Aunque el Consejo Constitucional legitimó la victoria de Wade, la oposición decidió boicotear las elecciones legislativas de junio de 2007. A pesar de las presiones internacionales, Wade siguió adelante con esas elecciones que ganaría con amplia mayoría ante el boicot opositor, obteniendo 131 escaños de 150.
| Candidato             | Partido                                                    | Coalición              | Votos     | %     |
| --------------------- | ---------------------------------------------------------- | ---------------------- | --------- | ----- |
| Abdoulaye Wade        | Partido Democrático Senegalés                              | Sopi 2007              | 1 914 403 | 55,90 |
| Idrissa Seck          | Partido Rewmi                                              |                        | 510 922   | 14,92 |
| Ousmane Tanor Dieng   | Partido Socialista de Senegal                              |                        | 464 287   | 13,56 |
| Moustapha Niasse      | Alianza de las Fuerzas del Progreso                        | Alternancia 2007       | 203 129   | 5,93  |
| Robert Sagna          |                                                            | Takku Defaraat Sénégal | 88 446    | 2,58  |
| Abdoulaye Bathily     | Liga Democrática/Movimiento por el Partido Laborista       | Jubbanti Sénégal       | 75 797    | 2,21  |
| Landing Savané        | And-Jëf/Partido Africano por la Democracia y el Socialismo |                        | 70 780    | 2,07  |
| Talla Sylla           | Alianza para el Progreso y la Justicia/Jëf-Jël             |                        | 18 022    | 0,53  |
| Cheikh Bamba Dièye    | Frente por el Socialismo y la Democracia/Benno Jubël       |                        | 17 233    | 0,50  |
| Mamadou Lamine Diallo |                                                            | Tekki Taaru Sénégal    | 16 570    | 0,48  |
| Resto                 |                                                            |                        | 45 337    | 1,80  |
| Total                 |                                                            |                        | 3 424 926 | 100   |